# Utricularia minor
Espèce
Classification APG III (2009)
Statut de conservation UICN

 LC  : Préoccupation mineure
Utricularia minor, la petite utriculaire, est une espèce de plantes à fleurs de la famille des Lentibulariaceae. C'est une plante carnivore aquatique qui vit dans les zones humides tempérées de l'hémisphère nord.
Ses pièges à petits invertébrés, les utricules, peuvent être portés aussi bien par des rameaux chlorophylliens que non chlorophylliens. Les fleurs, de petite taille, sont jaune pâle et portent un court éperon conique.

## Description
La petite utriculaire est une plante vivace présentant des feuilles courtes, ovales ou arrondies dans leur pourtour, palmatiséquées, munies de vésicules très petites. Elle présente de deux à quatre fleurs jaune pâle par grappe, un calice à lobes largement ovales, une corolle de 6 à7 mm à gorge ouverte et lèvre supérieure émarginée. L'éperon est court, réduit à une bosse obtuse.

## Écologie
On la retrouve principalement dans les landes et les marais tourbeux, dans des plans d'eau bien éclairés, tempérés. Le pH est principalement basique, pauvre en nutriment et riche en matière organique.

## Phytosociologie
Le code Catminat de ce taxon est 03/3.0.1.0.1
Il est caractéristique du syntaxon de niveau « alliance » présenté dans le tableau ci-dessous avec ses niveaux supérieurs.
Classe 	Utricularietea intermedio - minoris Pietsch 1965
herbiers dulcaquicoles vivaces, libres, dystrophiles organiques, eurasiatiques répartitions : Bassin parisien, Jura, Massif central 	
03/3.0.1
Ordre 	Utricularietalia intermedio - minoris Pietsch 1965
herbiers dulcaquicoles vivaces, libres, dystrophiles organiques, européens répartitions Bassin parisien, Jura, Massif central 	
03/3.0.1.0.1
Alliance 	Utricularion intermedio - minoris (Müller & Görs 1960) Julve 1993 prov.
herbiers dulcaquicoles vivaces, libres, dystrophiles organiques, européens répartitions Bassin parisien, Jura, Massif central